# Lefebvrea
Lefebvrea är ett släkte i familjen flockblommiga växter. Det beskrevs av Achille Richard 1840.

## Arter
Släktet omfattar tio arter i tropiska och södra Afrika:
- Lefebvrea abyssinica A.Rich.
- Lefebvrea angustisecta Engl.
- Lefebvrea atropurpurea (Steud. ex A.Rich.) P.J.D.Winter
- Lefebvrea brachystyla Hiern ex Oliv.
- Lefebvrea droopii C.C.Towns.
- Lefebvrea grantii (Kingston ex Oliv.) S.Droop
- Lefebvrea longipedicellata Engl.
- Lefebvrea oblongisecta (C.C.Towns.) P.J.D.Winter
- Lefebvrea stenosperma (C.C.Towns.) P.J.D.Winter
- Lefebvrea tenuis (C.C.Towns.) P.J.D.Winter